# Bodney
Bodney är en ort i civil parish Hilborough, i distriktet Breckland, i grevskapet Norfolk i England. Orten är belägen 10 km från Swaffham. Bodney var en civil parish fram till 1935 när blev den en del av Hilborough. Civil parish hade 70 invånare år 1931. Byn nämndes i Domedagsboken (Domesday Book) år 1086, och kallades då Bod/Budeneia.